# Laurence Hawley Watres
Laurence Hawley Watres (* 18. Juli 1882 in Scranton, Pennsylvania; † 6. Februar 1964 in Puerto Rico) war ein US-amerikanischer Politiker. Zwischen 1923 und 1931 vertrat er den Bundesstaat Pennsylvania im US-Repräsentantenhaus.

## Werdegang
Laurence Watres war der Sohn von Louis Arthur Watres (1851–1937), der zwischen 1891 und 1895 Vizegouverneur von Pennsylvania war. Er besuchte die öffentlichen Schulen seiner Heimat und die Hill School in Pottstown. Im Jahr 1904 absolvierte er die Princeton University. Nach einem anschließenden Jurastudium an der Harvard University und seiner 1907 erfolgten Zulassung als Rechtsanwalt begann er in Scranton in diesem Beruf zu arbeiten. Während des Ersten Weltkrieges diente er in der US Army, in der er bis zum Major aufstieg. Für seine militärischen Leistungen wurde er unter anderem mit dem Purple Heart ausgezeichnet. Nach dem Krieg diente er als Oberstleutnant in der Nationalgarde von Pennsylvania, in der er an der Umstrukturierung eines Infanterieregiments beteiligt war. Politisch schloss er sich der Republikanischen Partei an.
Bei den Kongresswahlen des Jahres 1922 wurde Watres im elften Wahlbezirk von Pennsylvania in das US-Repräsentantenhaus in Washington, D.C. gewählt, wo er am 4. März 1923 die Nachfolge von Clarence Dennis Coughlin antrat. Nach drei Wiederwahlen konnte er bis zum 4. März 1931 vier Legislaturperioden im Kongress absolvieren. Die Zeit ab Herbst 1929 war von den Ereignissen der Weltwirtschaftskrise geprägt.
Im Jahr 1930 verzichtete Watres auf eine weitere Kandidatur. Nach dem Ende seiner Zeit im US-Repräsentantenhaus praktizierte er bis 1951 wieder als Anwalt in Scranton. Danach zog er nach East Orange in New Jersey. Er starb während eines Urlaubs am 6. Februar 1964 in Puerto Rico.